# Campeonato Paulista de Futebol de 1907
O Campeonato da Liga Paulista Foot-Ball de 1907 foi a 6.ª edição da competição entre clubes de futebol paulistanos filiados à LPF. É reconhecido oficialmente pela Federação Paulista de Futebol como a sexta edição do Campeonato Paulista de Futebol.
Disputado entre 3 de maio e 15 de novembro, contou com a participação de seis equipes, duas delas estreantes, o Sport Club Americano e o Clube Athletico Internacional, ambos da cidade de Santos, marcando pela primeira vez a participação de equipes fora da capital no torneio local. O Sport Club Internacional sagrou-se campeão do torneio, conquistando pela primeira vez o título.

## História
Com a extinção do time do Mackenzie e o desligamento da Athletica das Palmeiras, após a crise do campeonato de 1906, a Liga Paulista de Foot-Ball abriu oportunidade para duas equipes ocuparem as vagas abertas para o campeonato de 1907. Duas equipes da cidade de Santos, no litoral paulista, se candidataram e puderam participar da competição, o Sport Club Americano e o Clube Athletico Internacional, e como não houve concorrência, foi desnecessário uma seletiva.
Todos os 29 jogos daquela temporada foram realizados no Velódromo de São Paulo. Como vinha ocorrendo nas últimas edições, o campeonato teve início em 3 de maio. No confronto de abertura entre São Paulo Athletic e Germânia, o time dos ingleses levou a melhor com uma goleada por 4-0.
A disputa foi dominada pelo Internacional da capital, que após um empate na estreia conquistou sete vitórias consecutivas, ficando próximo do título. A partida que poderia definir a conquista ocorreu em 20 de outubro, contra o Germânia. Uma vitória garantiria o título antecipado. Mas embora o jogo tenha terminado em um empate por 3-3, o Germânia entrou com um recurso em protesto contra os erros cometidos pelo juiz José Fernando de Macedo Soares durante a partida. O conselho da liga julgou procedente e concedeu a vitória ao time da colônia alemã.
O veredicto não alterou o resultado do campeonato de 1907, mas abriu um grave precedente, pois contrariou a conduta adotada nas edições anteriores, que interpretava os erros de arbitragem como parte do jogo e, portanto, que as decisões tomadas dentro de campo seriam inapeláveis.
Mesmo com a derrota no tapetão, o Internacional chegou ao título antecipado graças ao próprio Germânia, que venceu o Americano, único adversário que poderia ameaçar a conquista. Estreante na liga, o time santista contou com a adesão de vários jogadores transferidos do Mackenzie, entre os quais atletas experientes como João Belfort Duarte, um dos pioneiros da liga e importante futebolista da época. No final, o Americano terminou empatado com o Paulistano e dividiu o segundo lugar.

## Participantes
| Equipe             | Cidade    | Fundação               | Participação | Títulos               |
| ------------------ | --------- | ---------------------- | ------------ | --------------------- |
| Americano          | Santos    | 21 de maio de 1903     | 1ª           | -                     |
| Germânia           | São Paulo | 7 de setembro de 1899  | 6ª           | 1 (1906*)             |
| Internacional      | Santos    | 27 de outubro de 1902  | 1ª           | -                     |
| Internacional      | São Paulo | 19 de agosto de 1899   | 6ª           | -                     |
| Paulistano         | São Paulo | 29 de dezembro de 1900 | 6ª           | 1 (1905)              |
| São Paulo Athletic | São Paulo | 13 de maio de 1888     | 6ª           | 3 (1902, 1903 e 1904) |

* Posteriormente, a Liga Paulista de Foot-Ball considerou aquele campeonato sem vencedor, mas o título é reconhecido pela Federação Paulista de Futebol

## Regulamento
Houve a manutenção da grande maioria das normas das competições anteriores, como a de que cada clube joga duas partidas com os outros participantes, sendo uma como mandante e outra como visitante; o clube vencedor do campeonato anual recebe uma taça, pela qual fica responsável, e terá possa definitiva da mesma aquele que for vencedor de três edições; o campeão é a equipe que somar mais pontos (a vitória vale dois pontos, e o empate, um ponto). Havendo empate no resultado final, disputa-se um jogo extra. Essa partida desempate terminar em empate, é feita uma prorrogação não superior a 30 minutos. Se terminada essa prorrogação continuar o empate, é marcada uma nova partida, e assim por diante.

## Tabela
03/5 São Paulo AC       4-0  Germânia
12/5 Internacional   1-1  Americano
13/5 Internacional de Santos  1-0  São Paulo AC
19/5 Germânia           3-0  Internacional de Santos 
26/5 Americano          2-1  Germânia
30/5 São Paulo AC       3-1  Paulistano
09/6 Americano          1-1  Internacional de Santos
16/6 Paulistano         2-1  Germânia
23/6 Internacional   2-1  Internacional de Santos
24/6 Americano          2-0  São Paulo AC
29/6 Internacional   3-0  São Paulo AC
07/7 Paulistano         1-1  Internacional de Santos
14/7 Americano          5-1  Paulistano
21/7 São Paulo AC       3-3  Americano  
28/7 Internacional   3-0  Germânia
04/8 Internacional de Santos  1-5  Germânia
11/8 Internacional   3-0  Paulistano
15/8 Germânia           2-0  São Paulo AC
18/8 Internacional de Santos  2-4  Americano
01/9 Internacional de Santos  0-3  Internacional
07/9 Paulistano         3-0  São Paulo AC
08/9 Americano          1-3  Internacional
15/9 Paulistano         0-2  Internacional
22/9 Internacional de Santos  0-3  Paulistano
20/10 Germânia           3-3*  Internacional
01/11 Germânia           3-1  Americano
03/11 Paulistano         2-0  Americano
10/11 Germânia           0-1  Paulistano
15/11 São Paulo AC       1-1  Internacional
* Após julgamento da LPF, foi decidido vitória a favor do Germânia.

**Já no final do campeonato, a partida entre São Paulo AC e Internacional de Santos foi cancelado a pedido dos clubes pela LPF.

## Classificação final
| Classificação - Final | Classificação - Final   | Classificação - Final | Classificação - Final | Classificação - Final | Classificação - Final | Classificação - Final | Classificação - Final | Classificação - Final | Classificação - Final |
| Time | Time                    | PG                    | J                     | V                     | E                     | D                     | GP                    | GC                    | SG                    |
| --- | ----------------------- | --------------------- | --------------------- | --------------------- | --------------------- | --------------------- | --------------------- | --------------------- | --------------------- |
| 1 | Internacional           | 16                    | 10                    | 7                     | 2                     | 1                     | 23                    | 7                     | 16                    |
| 2 | Paulistano              | 11*                   | 10                    | 5                     | 1                     | 4                     | 14                    | 15                    | - 1                   |
| 2 | Americano               | 11*                   | 10                    | 4                     | 3                     | 3                     | 20                    | 17                    | 3                     |
| 4 | Germânia                | 10                    | 10                    | 5                     | 0                     | 5                     | 18                    | 16                    | 2                     |
| 5 | São Paulo Athletic      | 6                     | 9                     | 2                     | 2                     | 5                     | 11                    | 16                    | - 5                   |
| 6 | Internacional de Santos | 4                     | 9                     | 1                     | 2                     | 6                     | 7                     | 22                    | - 15                  |
| PG - pontos ganhos; J - jogos; V - vitórias; E - empates; D - derrotas; GP - gols pró; GC - gols contra; SG - saldo de gols |                         |                       |                       |                       |                       |                       |                       |                       |                       |

|  |                        |
|  | Campeão da LPF de 1907 |

*Empatadas em número de pontos, as duas equipes terminaram em segundo lugar, pois não havia critério de desempate naquela época.

## Premiação
| Campeão Paulista de 1907  |
| ------------------------- |
| INTERNACIONAL (1º título) |